# Pandacuareo
Pandacuareo är en ort i Mexiko.   Den ligger i kommunen Zirándaro och delstaten Guerrero, i den södra delen av landet, 220 km sydväst om huvudstaden Mexico City. Pandacuareo ligger 266 meter över havet och antalet invånare är 372.
Terrängen runt Pandacuareo är lite kuperad. Runt Pandacuareo är det glesbefolkat, med 8 invånare per kvadratkilometer. Närmaste större samhälle är Zirándaro, 10,8 km norr om Pandacuareo. I omgivningarna runt Pandacuareo växer huvudsakligen savannskog.